# エットーレ・マヨラナ
エットーレ・マヨラナ（Ettore Majorana、1906年8月5日 - おそらく1959年以降に死亡）はイタリアの理論物理学者。ニュートリノ質量の研究を行った。1938年3月25日、パレルモからナポリへ船で行く間に不可思議な状況下で失踪した。マヨラナ方程式とマヨラナフェルミオンの名前はこの人物にちなむ。2006年にはマヨラナ賞が設立された。

## 生涯
世界の科学者はいくつかの部類に分けられる。2番目3番目の科学者は最善を尽くすが非常に遠くまで達することはない。科学的進歩の基礎となる重要な発見をする1番目の科学者がいる。しかしガリレイやニュートンのような天才がいる。マヨラナはこの天才のうちの1人である。—マヨラナについて評して言ったエンリコ・フェルミ（1938年ローマにて）

### 天賦の数学的才能
シチリア島のカターニア生まれ。数学の才能に恵まれ、非常に若くしてローマのエンリコ・フェルミのチームに「ラガッツィ・ディ・ヴィア・パニスペルナ」（その名は研究室のある通りの住所に由来）の1人として参加した。
おじのクイリーノ・マヨラナも物理学者であった。
1923年、大学で工学の勉強を始めるが、1928年エミリオ・セグレの働きにより物理学に変更した。最初の論文は原子分光学における問題を扱った。

### 最初に発表された学術論文

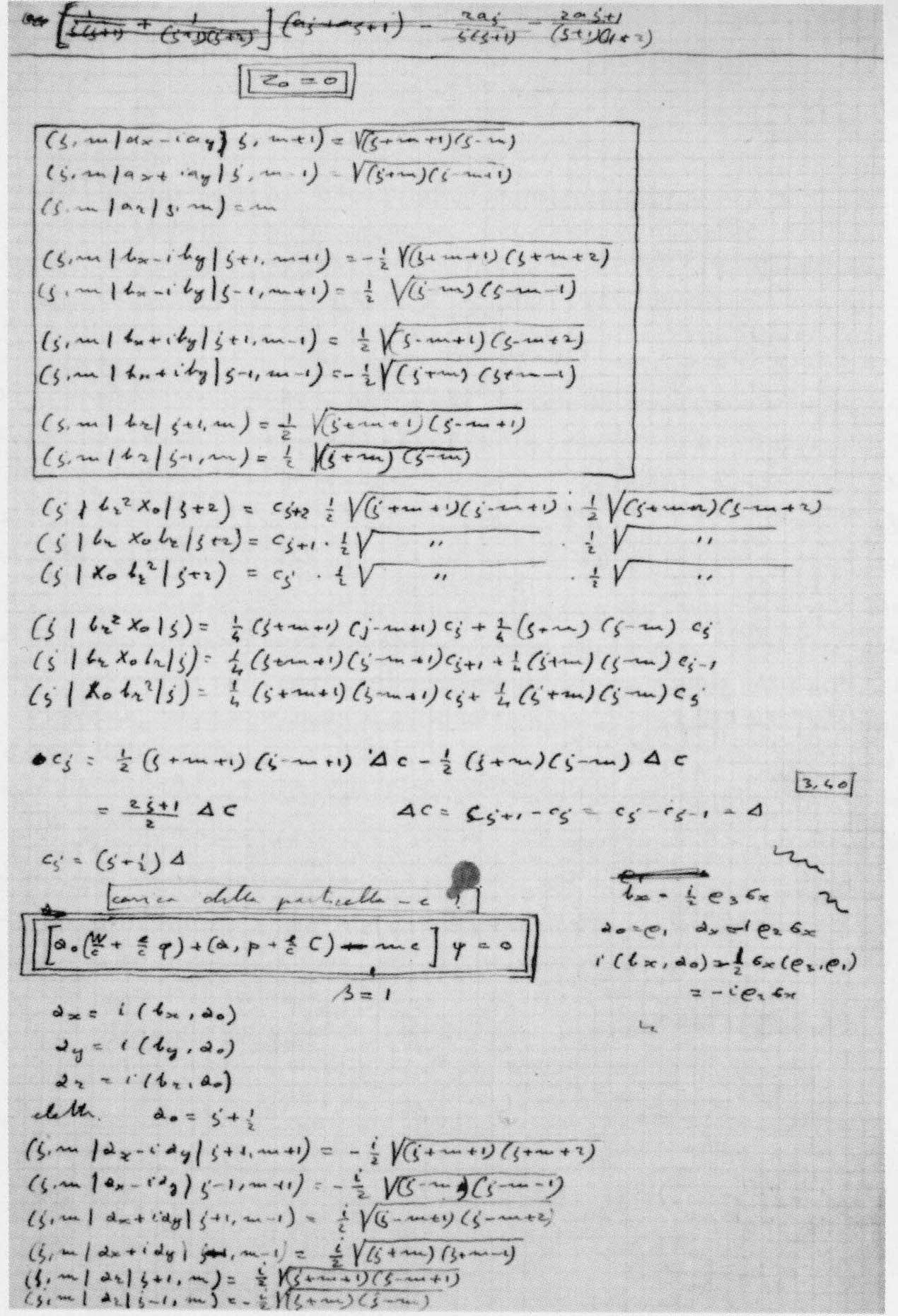
無限成分における方程式の準備としての手書きのメモ

1928年に発表された最初の論文は、ローマの物理学研究所の若手教授ジョヴァンニ・ジェンティーレ (物理学者)の学部生のときに教授との共著で書いたものである。この研究は原子構造のフェルミの統計モデルの原子分光法に対する初期の定量的適用であった（ルウェリン・トーマスにより同時期に記述されたため、現在はトーマス＝フェルミ模型として知られている）。
この論文において、マヨラナとジェンティーレはガドリニウムとウランの実験的に観測されたコア電子エネルギー、および光学スペクトルで観測されたセシウム線の微細構造分裂について十分な説明を与えるこのモデルの状況内で第一原理計算を行った。1931年、マヨラナは原子スペクトルにおける自動イオン化現象(autoionization)に関する最初の論文を発表し、これを"spontaneous ionization"と呼んだ。同年、プリンストン大学のAllen Shenstoneにより独立に発表された論文においてはこの現象を"auto-ionization"（最初はピエール・オージェにより使われた名称）と呼んだ。この名前はそれ以降慣習的なものになり、ハイフンは付けなくなった。
1929年、ローマ・ラ・サピエンツァ大学で物理学の学士号を取得した。
1932年、時間により変化する磁場中で整列する原子の挙動に関する原子分光法の分野における論文を発表した。I・I・ラービらによっても研究されていたこの問題は重要な原子物理学のサブブランチ、無線周波数分光法のサブブランチにつながった。同年、任意の固有運動量を持つ粒子の相対論的理論に関する論文を発表した。この中でローレンツ群の無限次元表現を開発・適用し、素粒子の質量スペクトルの理論的基礎を与えた。イタリア語で書かれたマヨラナの論文の大部分と同じように、この論文は数十年にわたり相対的な難解さにより人々を苦しめた。
1932年にイレーヌ・ジョリオ＝キュリーとフレデリック・ジョリオにより行われた実験により、彼らが示唆した未知の粒子の存在がガンマ線であることが示された。マヨラナは中性電荷を持ち陽子とほぼ同じ質量を持つ新たな粒子（中性子）が必要であるとこの実験を正しく解釈した最初の人物である。フェルミはマヨラナに論文を書くよう勧めたが、マヨラナは気に留めなかった。そののち同じ年にジェームズ・チャドウィックが実験により中性子の存在を証明し、これによりノーベル賞を受賞した。
マヨラナは自身の発見に対する名声を求めないことで知られており、自身の研究を凡庸なものと考えていた。生涯に著した論文は9本のみである。

### ハイゼンベルクとの研究、病、孤独
「フェルミの働きによりマヨラナは1933年初めにNational Research Councilからの助成金によりイタリアを去り、ドイツのライプニッツでヴェルナー・ハイゼンベルクに出会う。その後マヨラナがハイゼンベルクに送った手紙では、彼を科学における同僚だけではなく温和な個人的友人とみなしていると書いている」。マヨラナがドイツに到着したのと時を同じくしてナチスが権力を握った。原子核の理論に取り組んだ（その結果は1933年ドイツ語で発表された）。これは交換力の扱いにおいて、ハイゼンベルクの原子核の理論のさらなる発展を意味する。
コペンハーゲンにも行き、そこでニールス・ボーアやハイゼンベルクの友人やメンターとともに研究を行った。
「1933年の秋、マヨラナはドイツで急性胃炎を発症し明らかに神経を衰弱するなど健康を害したためローマに戻った。食事療法をすると、隔離されている感じが強まり家族との付き合いが厳しくなった。以前は温かな関係を持っていた母に、夏休みに海に行くことが恒例になっていたがこれについて行かないとドイツから手紙を送った。研究所に行く頻度が減るとすぐに、家を出ることがほとんどなくなった。有望な若い物理学者は隠者になってしまった。4年近くの間友人から身を隠し研究を発表することはなかった」。
論文をほとんど発表しなかったこの期間に地球物理学、電気工学、数学、相対性理論に関する小さな研究を多く書いた。ピサのドムス・ガリラエアナに保存されているこれらの未発表の論文は最近エラズモ・レカーミとサルヴァトーレ・エスポージトにより編集された。
1937年、「理論物理学の分野で達成された並外れた専門性の高い名声」により規則とは関係なく試験なしでナポリ大学で理論物理学の正教授となった。
1937年に発表した最後の論文はイタリア語で書かれ、電子と陽電子の対称理論について綿密に解説した。
1937年、フェルミオンとして知られる粒子のクラスにはそれ自身が反粒子となる粒子があるべきだと予測した。これがいわゆるマヨラナ粒子である。
マヨラナ方程式を解くと現在マヨラナ粒子として知られるそれ自身が反粒子となる粒子が得られる。2012年4月、マヨラナが予測したことのいくつかがハイブリッド半導体-超伝導体ワイヤデバイスに関する実験で確認された可能性がある。これらの実験はもしかすると量子力学のより良い理解につながる可能性があり、量子コンピュータ構築の助けになるかもしれない。また、重力の影響の推論以外には検出できない宇宙の「質量矛盾」の少なくとも一部はマヨラナ粒子で構成されているかもしれないという推測もある。

### ニュートリノ質量の研究
現在活発に研究されているニュートリノ質量について先行的な理論研究を行った。また、質量が重力波に対して小さな遮蔽効果を及ぼし、それほど大きな牽引力が得られないかもしれないという考えに取り組んだ。

## 失踪
1938年3月25日、パレルモからナポリへの船旅の間に未知の環境で姿を消した。いくらか調査が行われたが、遺体は見つからず、その後は未だ不明である。パレルモへの旅行の前に銀行口座から全てのお金を引き出していた。パレルモの大学で教授をしていたエミリオ・セグレを訪ねることを望んでパレルモに行ったのかもしれないが、セグレはその時カリフォルニアにいた。失踪した日にマヨラナは以下のメモをナポリ物理学研究所所長のAntonio Carrelliへ送った。
親愛なるCarrelliへ

やむを得ない決断をしました。少しわがままではありますが、私の突然の失踪があなたや学生にどんな問題を起こすのか理解しています。だからこそ、特にあなたがここ数か月間私にくれた自信、誠実な友情、同情を裏切ったことをお許しください。

あなたの研究所で私が知り合った全ての人特にSciutiに私のことを思い出させてください。私は少なくとも今夜11時まで、おそらくはそれ以降もそれら全ての思い出を大切にしていきます。

E・マヨラナ
この直後にそれより前の計画をキャンセルする電信を送っている。パレルモからナポリへの切符を買っていたが、2度と現れることはなかった。
この失踪について考えられるいくつかの説明が提案されてきた。
自殺エドアルド・アマルディ、エミリオ・セグレらによる説
アルゼンチンへの逃亡Erasmo RecamiとCarlo Artemiによる説（マヨラナがアルゼンチンへの逃亡とそこでの生活が可能であることの仮説的再構成を作り上げた）
ベネズエラへの逃亡Rai 3のトークショー"Chi l'ha Visto?"においてマヨラナが1955年から1959年までベネズエラのバレンシアに住んでいたという陳述が発表された
僧院への逃亡シャーシャによる説 (推定としてはセッラ・サン・ブルーノのCharterhouse）
誘拐もしくは殺害Bella, Bartocciらによる説。核兵器製造に参加するのを避けるため
逃亡し乞食となったBasconeとVenturiniによる説（"omu cani"や"dog man"仮説とも）

### 長きにわたる概説と研究
イタリアの作家レオナルド・シャーシャはこれらの調査と仮説の結果をいくらかまとめているが、その結論のいくつかはマヨラナの元同僚であるエドアルド・アマルディやセグレらにより反論された。
Recamiはマヨラナの失踪に関する様々な仮説を批判的に検討し、マヨラナの失踪に関する様々な説明（シャーシャにより進められたものも含む）を検討し、マヨラナがアルゼンチンへ行ったという説の示唆的証拠を示した。
イタリアの哲学者ジョルジョ・アガンベンは最近になって再びマヨラナの失踪事件を調査する本を出版した。

### Rome Attorney's Officeにより再開されベネズエラへ移住したという推定で終幕
2011年3月、Rome Attorney's Officeが第二次世界大戦後の数年間にブエノスアイレスで会ったことについて証人が行った供述の調査を発表したとイタリアのメディアが報じた。2011年6月7日にはカラビニエリのRISが1955年にアルゼンチンで撮影された男性の写真を分析し、マヨラナの顔と10の類似点を見つけたとイタリアのメディアは報じている。
2015年2月4日、Rome Attorney's Officeはマヨラナが1955年から1959年の間にベネズエラのバレンシアで生活していたという声明を発表した。新たな証拠に基づくこれらの最後の調査結果により事件の終結が宣言され、個人的選択と思われる失踪に関する刑事的証拠は発見されなかった。

## 100周年記念
2006年は生誕100周年であった。
マヨラナの生誕100周年を記念して、2006年10月5日から6日にかけてカターニアで「エットーレ・マヨラナの遺産と21世紀の物理学」と題した国際会議が開かれた。トップレベルの国際的な科学者A. Bianconi, D. Brink, N. Cabibbo, R. Casalbuoni, G. Dragoni, S. Esposito, E. Fiorini, M. Inguscio, R. W. Jackiw, L. Maiani, R. Mantegna, E. Migneco, R. Petronzio, B. Preziosi, R. Pucci, E. Recami,  Antonino Zichichiによる記事が入った議事録がPOS Proceedings of Science of SISSAにより出版された。編集はAndrea Rapisarda (chairman), Paolo Castorina, Francesco Catara, Salvatore Lo Nigro, Emilio Migneco, Francesco Porto, Emanuele Riminiにより行われた。
マヨラナの9つの論文を集め、解説と英語翻訳を付けた本が2006年にイタリア物理学会により出版された。
また、100周年を記念してジャーナルElectronic Journal of Theoretical Physics (EJTP) はマヨラナの遺産の現代的発展に向けた20の記事を掲載した特別号を発行した。Electronic Journal of Theoretical Physicsは賞も制定した。マヨラナメダルもしくはマヨラナ賞は最も広い意味で理論物理学において独自の創造性、批判的な考え、数学的な厳密さを示した研究者に毎年贈られる賞である。2006年の受賞者はErasmo Recami（ベルガモ大学とINFN）とジョージ・スダルシャン（テキサス大学）であった。2007年の受賞者はリー・スモーリン（カナダのPerimeter Institute for Theoretical Physics）、Eliano Pessa(Centro Interdipartimentale di Scienze Cognitive, Università di Pavia and Dipartimento di Psicologia, Università di Pavia Piazza Botta, Italy)、Marcello Cini(Dipartimento di Fisica, Università La Sapienza, Roma, Italy)である。